# Moscheea lui Ibn Tulun
Moscheea lui Ibn Tulun este una dintre cele mai vechi și mai mari moschei din Cairo, Egipt. Construită între 876 și 879 d.Hr. de Ahmad ibn Tulun, fondatorul dinastiei Tulunide, moscheea este un exemplu magnific de arhitectură islamică timpurie și rămâne o mărturie a influențelor culturale și religioase din perioada sa.

## Istoric
Moscheea a fost construită de Ahmad ibn Tulun, guvernatorul Abbasid al Egiptului, care a fondat dinastia Tulunide. Ibn Tulun a fost numit guvernator în 868 d.Hr. și a dorit să construiască o moschee monumentală care să servească drept centru spiritual și administrativ pentru noua capitală, Al-Qata'i. Construcția moscheii a început în 876 d.Hr. și a fost finalizată în 879 d.Hr.

## Arhitectură
Moscheea lui Ibn Tulun este remarcabilă pentru stilul său arhitectural unic, influențat de tradițiile islamice timpurii și arhitectura abbasidă.

### Curtea interioară
Moscheea este construită în jurul unei curți interioare deschise, care măsoară aproximativ 92 de metri pe fiecare latură. Curtea este înconjurată de galerii cu arcade, susținute de coloane masive din cărămidă. Aceste galerii oferă umbră și adăpost pentru rugăciune și meditație.

### Sala de rugăciune
Sala principală de rugăciune se află pe partea sudică a curții și este formată din cinci nave paralele, orientate către Mecca. Sala de rugăciune este acoperită cu o serie de cupole și bolți semicilindrice, care ajută la răcirea și ventilarea naturală a spațiului interior. Mihrabul, nișa care indică direcția către Mecca, este decorat cu ornamente geometrice și inscripții coranice.

### Minaretul
Unul dintre cele mai distinctive elemente ale moscheii este minaretul său, situat la nord-vest de clădirea principală. Minaretul are o formă elicoidală unică, inspirată de minaretul Marii Moschei din Samarra, Irak. Acesta are o scară exterioară în spirală care permite accesul la balconul de unde muezinul cheamă la rugăciune.

## Materiale de construcție
Moscheea lui Ibn Tulun a fost construită în principal din cărămidă, o alegere neobișnuită pentru acea perioadă, când majoritatea moscheilor erau construite din piatră. Cărămida oferă moscheii un aspect robust și durabil, iar utilizarea sa este un exemplu al adaptării arhitecturale la resursele locale disponibile.

## Restaurări și modificări
De-a lungul secolelor, moscheea a suferit numeroase restaurări și modificări. Una dintre cele mai semnificative restaurări a avut loc în secolul al XIII-lea, în timpul domniei sultanului mameluc Lajin, care a adăugat o fântână de abluțiune în curtea interioară. Alte restaurări notabile au fost realizate în secolul al XIX-lea de către Comitetul pentru Conservarea Monumentelor Arabe și în secolul al XX-lea de către Departamentul de Antichități din Egipt.

## Importanță culturală și religioasă
Moscheea lui Ibn Tulun este un simbol al influenței islamice timpurii în Egipt și un exemplu de arhitectură abbasidă în afara teritoriilor tradiționale ale califatului. Este una dintre puținele moschei din Cairo care și-au păstrat designul original și nu au fost semnificativ modificate de-a lungul timpului. De asemenea, moscheea este un important loc de rugăciune și pelerinaj pentru musulmanii din întreaga lume.

## Moscheea în prezent
Astăzi, moscheea lui Ibn Tulun este un monument istoric protejat și o destinație turistică populară. Este administrată de Ministerul Antichităților din Egipt și a fost inclusă în lista tentativă a Patrimoniului Mondial UNESCO. Moscheea continuă să fie un loc de rugăciune activ, iar curtea sa vastă și galeriile umbroase oferă un refugiu liniștit de agitația orașului Cairo.

## Moștenire
Moscheea lui Ibn Tulun rămâne un exemplu magnific de arhitectură islamică timpurie și un simbol al influenței culturale și religioase a dinastiei Tulunide. Cu o istorie care se întinde pe mai mult de un mileniu, moscheea continuă să inspire și să fascineze vizitatorii din întreaga lume prin frumusețea sa arhitecturală și importanța sa istorică.

## Galerie de imagini

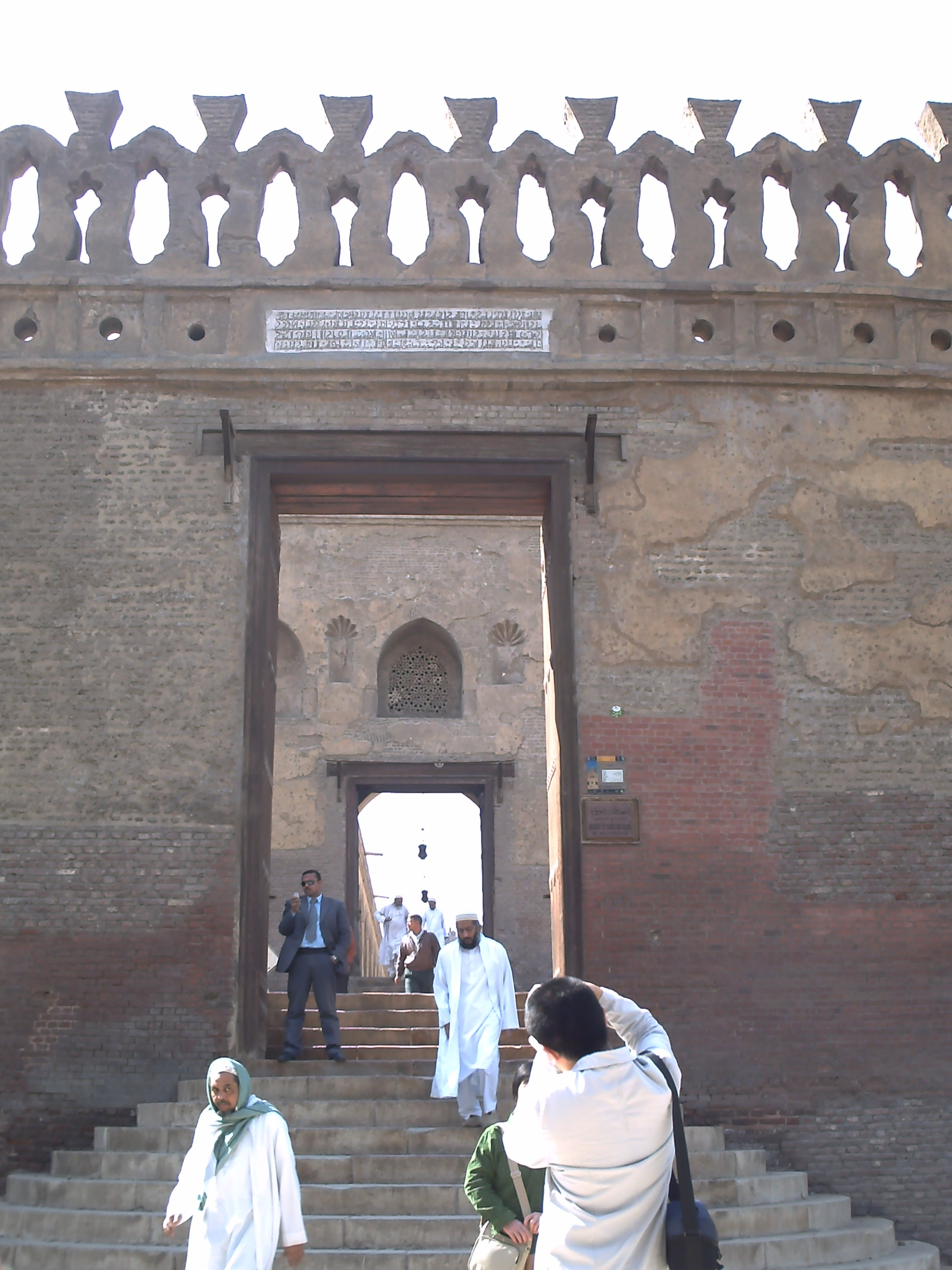
Intrarea
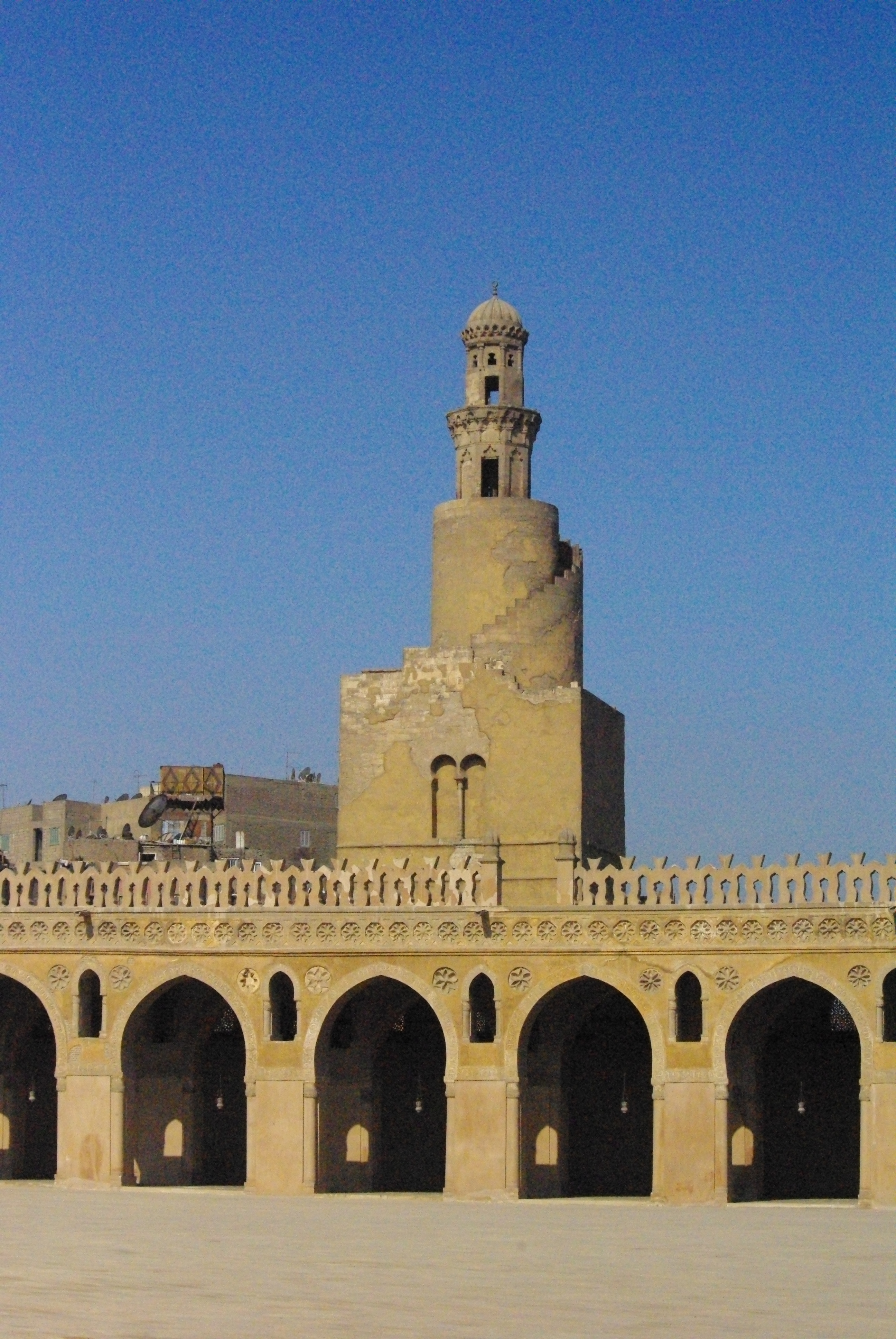
Minaretul
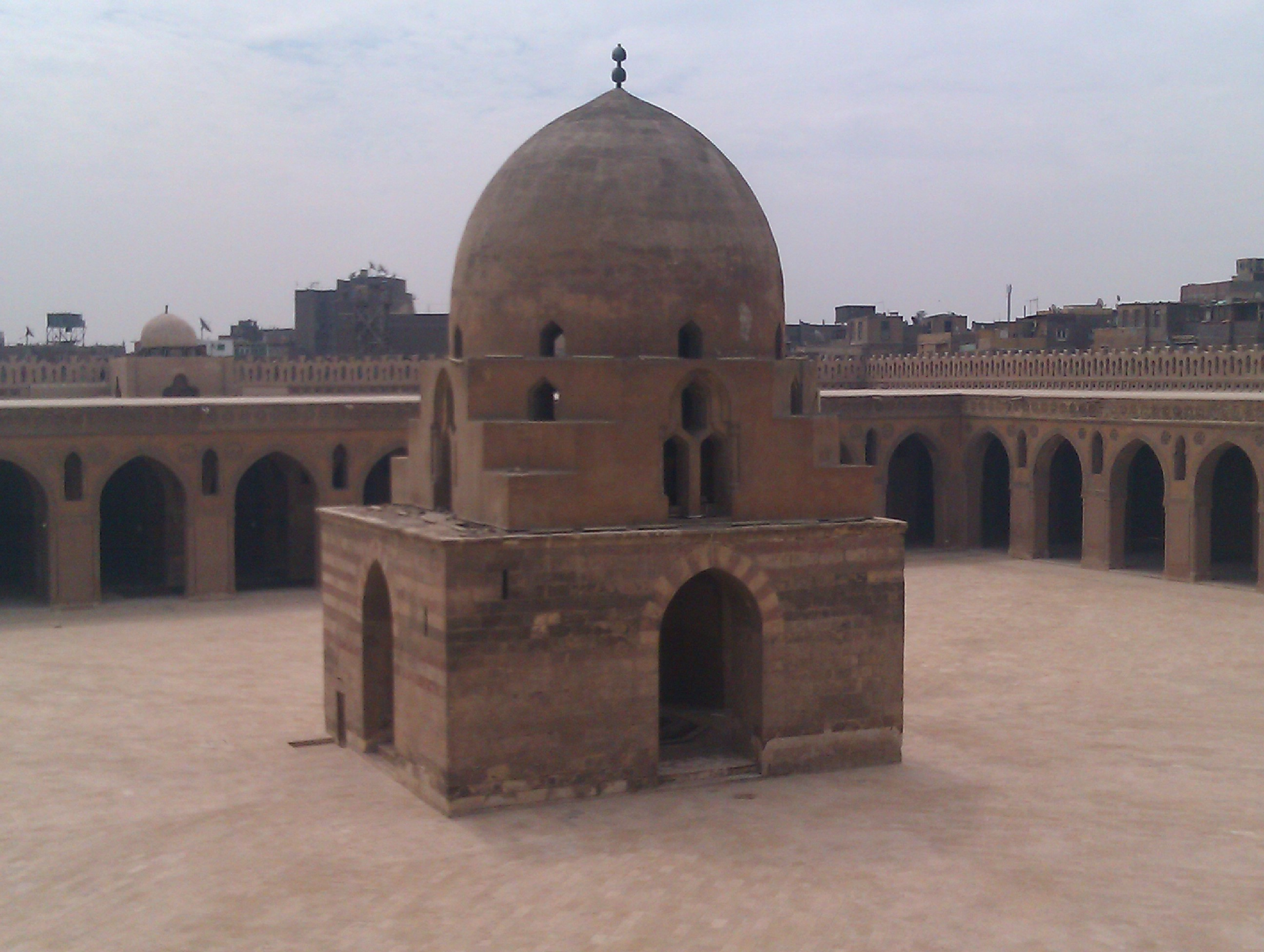
Domul
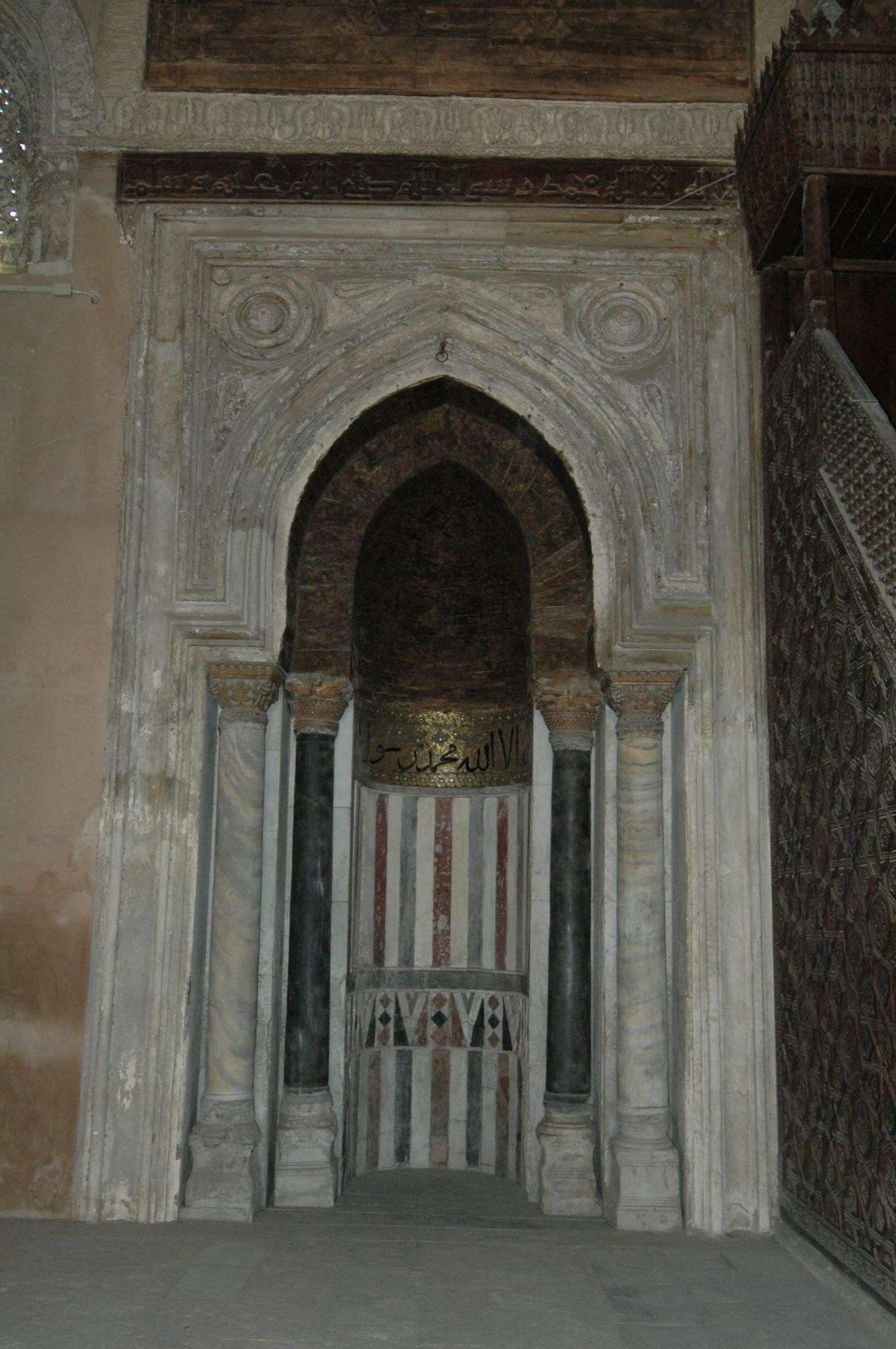
Mihrabul
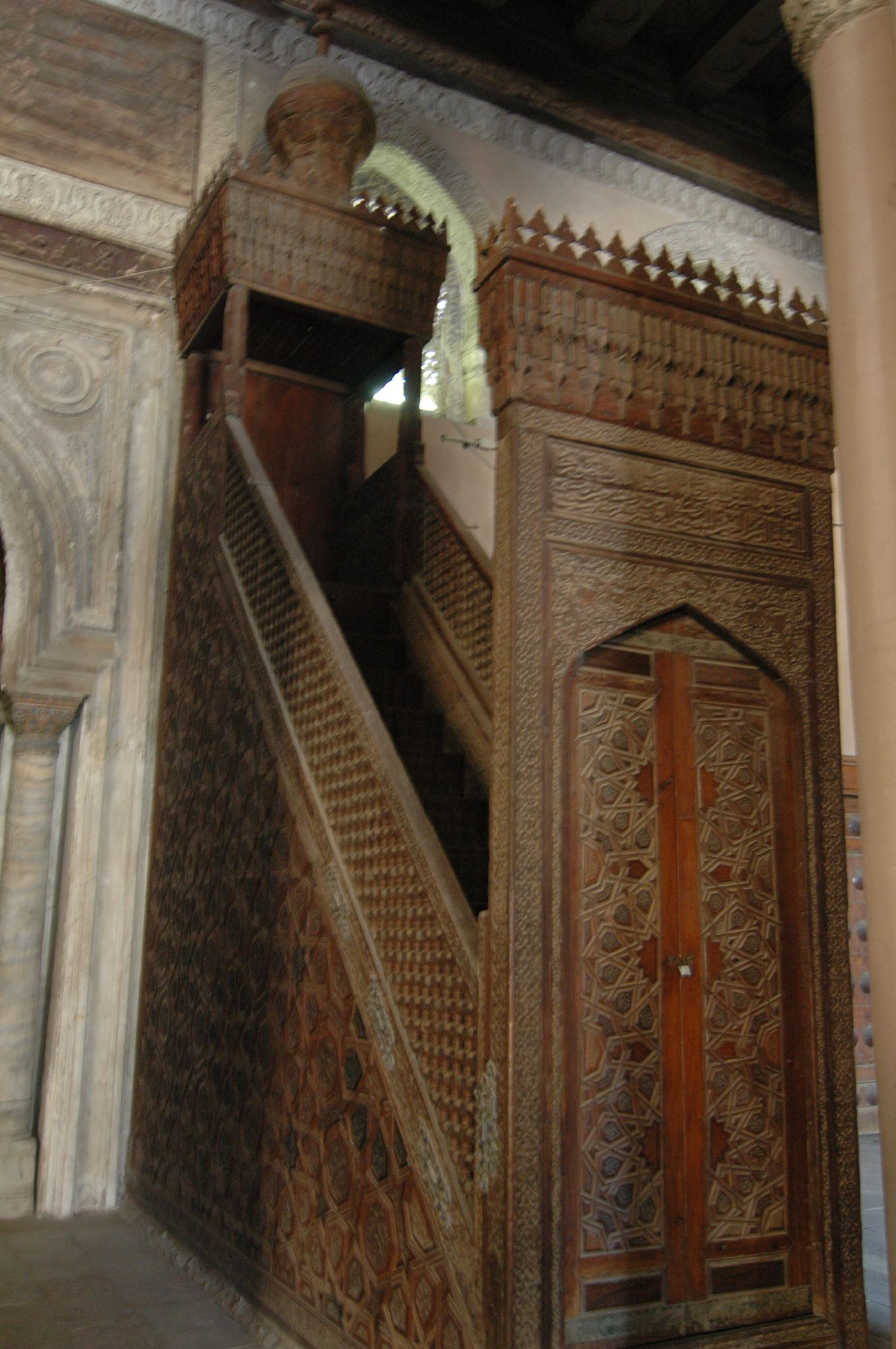
Minbarul